# Wydryszów
Wydryszów – część wsi Warszówek w Polsce, położona w województwie świętokrzyskim, w powiecie starachowickim, w gminie Pawłów.
W latach 1975–1998 Wydryszów administracyjnie należał do województwa kieleckiego.
Wierni Kościoła rzymskokatolickiego należą do parafii św. Jana Chrzciciela w Pawłowie.